# Politiets sikkerhetstjeneste

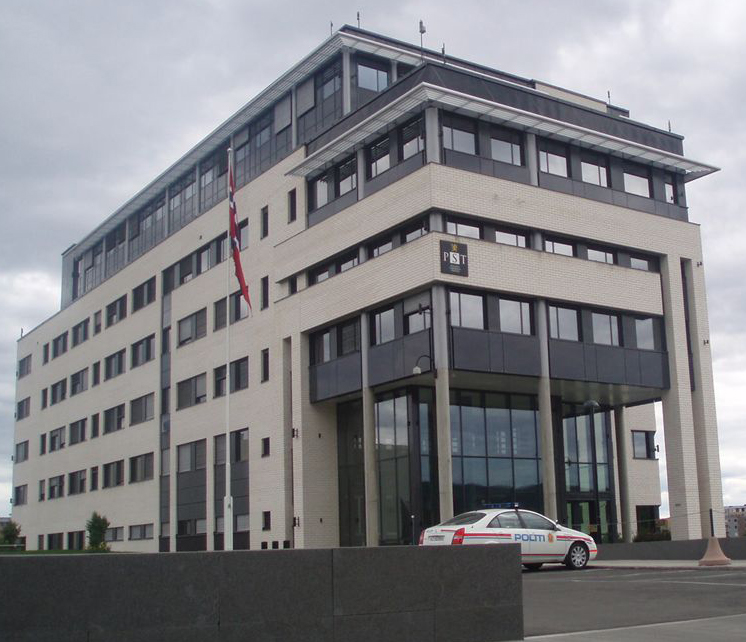
PST:s huvudkontor i Oslo.

Politiets sikkerhetstjeneste ("Polisens säkerhetstjänst", PST) är Norges säkerhetstjänst. PST är en myndighet direkt underställd Justis- og politidepartementet och ingår som en del i det nationella Politidirektoratet ("Polisstyrelsen"). Myndigheten grundades 1937 som Politiets overvåkningstjeneste ("Polisens övervakningstjänst", POT) och fick sitt nuvarande namn 2002.
I PST:s huvuduppgifter ingår bland annat kontraterrorism, kontraspionage, hindra spridning av massförstörelsevapen, motverka politisk extremism, utarbeta säkerhetsråd och hotbildsanalyser åt myndigheter, skydd av utländska dignitärer och säkerhetsundersökningar.

## Ansvarsområde
PST:s huvuduppgifter fastställs i den norska polislagen. Polislagen § 17b stadgar att PST ska förebygga och efterforska:
- överträdelser av strafflagens kapitel 8 (brott mot statens säkerhet och självständighet) och 9 (brott mot Norges konstitution och statschef), lagen om försvarshemligheter och säkerhetslagen,
- olovlig underrättelseverksamhet,
- spridning av massförstörelsevapen och av utrustning, materiel och teknologi för produktion eller bruk av sådana vapen,
- överträdelser av bestämmelser i, eller i anslutning till, lagen om kontroll av export av strategiska varor, tjänster och teknologi m.m. och lagen om genomförande av bindande resolutioner antagna av FN:s säkerhetsråd eller annan lagstiftning gällande liknande speciella åtgärder, och
- sabotage och politiskt motiverat våld eller tvång, eller överträdelser av strafflagen §§ 147 a eller 147 b.

Polislagen § 17c stadgar vidare att den centrala enheten inom PST ska:
- utarbeta säkerhetsanalyser åt de politiska myndigheterna,
- samarbeta med andra länders polismyndigheter och säkerhets- och underrättelsetjänster, och
- genomföra personkontroller för bruk vid säkerhetsundersökningar.

## Organisation
PST:s ledning består av Den sentrale enhet (DSE) och har sitt kontor i Nydalen i Oslo. PST:s verksamhet bedrivs även från kontor i samtliga 27 lokala polisdistrikt i Norge.